# Niland (Californie)
Niland est une census-designated place du comté d'Imperial, dans l'État de Californie, aux États-Unis,. En 2020, elle compte une population de 756 habitants.